# Цві Цур
Цві Цур (Цві Чертенко, «Чера», 17 квітня 1923, Ізяслав, Україна — 28 грудня 2004, Ізраїль) — ізраїльський військовик українського походження, 6-й начальник Генерального штабу Армії Оборони Ізраїлю (1961—1963).

## Життєпис
Народився в Ізяславі у 1923. У 1925  його сім'я переїхала до підмандатної Палестини. У 1936 під час арабського повстання Цві Цур примкнув до Хагани.

### Військова кар'єра
Під час Війни за Незалежність Цур був призначений командиром батальйону в бригаді «Гіваті». У 1956 отримав звання генерал-майора та командувача центральним фронтом. У 1958 Цура призначено заступником начальника Генерального штабу. Незабаром виїхав на тривалий період на навчання до Франції. У вересні 1960 Цур повернувся до Ізраїлю і незабаром, у січні 1961, змінив Хаїма Ласкава на посаді начальника Генерального штабу.
Своїм заступником він призначив генерал-майора Іцхака Рабина.
Каденція ЦВМ Цура була досить спокійною, окрім невеликих прикордонний інцидентів з Сирією, яка обстрілювала з Голанських висот ізраїльські поселення. Найбільшу військову операцію було проведено 16 березня 1962, коли бригада «Голані» атакувала сирійські укріплення на північ від Тиверіадського озера з метою припинити обстріли поселень. У боях загинули 7 ізраїльських та 30 сирійських військовослужбовців. Втім, обстріли не припинилися, і 19 серпня 1963 сирійські війська вбили двох мирних жителів у Альмагор.
Відбувалась підготовка Армії Оборони Ізраїлю до можливої війни з арабськими країнами. У серпні 1961 президент Єгипту Насер з'ясував, що Ізраїль отримав французькі винищувачі «Міраж III», і у відповідь оснастив єгипетську армію радянськими літаками МіГ-19. Каденція Цура завершилася в грудні 1963.

### Політична кар'єра
Після відставки Цур зайняв посаду генерального директора компанії водопостачання «Мекорот». Моше Даян залучив Цві Цура до політичної діяльності. У 1965 він був обраний в Кнесет від партії Бен-Гуріона «Рафі» («Робітничий список Ізраїлю»). Через місяць Цур склав депутатські повноваження і повернувся до роботи в компанії «Мекорот». Після призначення Даяна міністром оборони в травні 1967 Цур став його радником на сім років. Потім Цві Цур працював в авіаційній промисловості (компанія «IAI») і у судноплавній компанії «ZIM».
До останніх днів життя Цві Цур брав участь у суспільному житті. 29 квітня 2004 він підписав лист на підтримку плану розмежування Аріеля Шарона.